# 本郷駅 (福岡県)
本郷駅（ほんごうえき）は、福岡県三井郡大刀洗町大字本郷にある西日本鉄道（西鉄）甘木線の駅である。駅番号はA04。朝ラッシュ時は当駅で折り返す列車が設定されている。

## 歴史
- 1921年（大正10年）12月8日：三井電気軌道の駅として開業。
- 1924年（大正13年）6月30日：九州鉄道に合併。同社の駅となる。
- 1942年（昭和17年）
  - 9月19日：九州電気軌道に合併。同社の駅となる。
  - 9月22日：九州電気軌道が西日本鉄道に社名変更。
- 1954年（昭和29年）：駅舎改築（現在の駅舎の一代前のもの）。
- 2008年（平成20年）5月18日：ICカードnimoca供用開始。
- 2014年（平成26年）3月22日：無人化[1]。
- 2017年（平成29年）2月1日：駅ナンバリングを導入[2]。
- 2021年（令和3年）4月1日：駅集中管理システムを導入[3][4]。

## 駅構造
島式1面2線ホームを持つ地上駅で、無人駅。ホーム幅は狭い。
| ホーム | 路線        | 方向 | 行先                       | 備考 |
| ------ | ----------- | ---- | -------------------------- | ---- |
| 1      | ■西鉄甘木線 | 下り | 宮の陣・久留米・大牟田方面 |      |
| 2      | ■西鉄甘木線 | 上り | 甘木方面                   |      |

## 利用状況
2024年度の1日平均乗降人員は384人である。
| 年度               | 1日平均 乗車人員 | 1日平均 乗降人員 |
| ------------------ | ---------------- | ---------------- |
| 2011年（平成23年） |                  | 423              |
| 2012年（平成24年） |                  | 392              |
| 2013年（平成25年） |                  | 398              |
| 2014年（平成26年） |                  | 381              |
| 2015年（平成27年） |                  | 393              |
| 2016年（平成28年） |                  | 395              |
| 2017年（平成29年） |                  | 356              |
| 2018年（平成30年） |                  | 361              |
| 2019年（令和元年） |                  | 363              |
| 2020年（令和02年） |                  | 339              |
| 2021年（令和03年） |                  | 345              |
| 2022年（令和04年） |                  | 392              |
| 2023年（令和05年） |                  | 377              |
| 2024年（令和06年） |                  | 384              |

## 駅周辺
- 大刀洗町立本郷小学校
- 本郷保育所
- 大刀洗郵便局

### バス路線
現在は運行されていない。
※2001年3月までは鳥栖交通の15番・肥前麓駅 - 西鉄鳥栖 - JR鳥栖駅 - 端間 - 本郷を結ぶ路線が存在した。

## 隣の駅
西日本鉄道
■甘木線
大堰駅 (A05) - 本郷駅 (A04) - 上浦駅 (A03)